# 양지원 (수영 선수)
양지원(1997년 9월 25일 ~ )은 대한민국의 여자 수영 선수이다.

## 학력
- 부일중학교
- 소사고등학교

## 수상 내역
- 2013 제94회 전국체육대회 수영 여자고등부 평영 100m 은메달
- 2013 제94회 전국체육대회 수영 여자고등부 혼계영 400m 동메달
- 2013 제94회 전국체육대회 수영 여자고등부 평영 50m 금메달
- 2014 MBC배 전국수영대회 여고부 평영 100m 금메달
- 2014 제2회 난징 유스 올림픽 여자 평영 200m 은메달